# تقدير الذات الضمني
يشير مفهوم تقدير الذات الضمني إلى ميل الشخص لتقييم نفسه بطريقة عفوية أو تلقائية أو غير واعية، وهو يتناقض مع تقدير الذات الصريح الذي يستلزم مزيداً من التقييم الذاتي الواعي والتأملي، إذ يُعتبر كلا التقديرين الصريح والضمني من تراكيب تقدير الذات.

## لمحة عامة
عُرف تقدير الذات الضمني بشكل محدد على أنه «التأثير غير المحدد بتعمق (أو غير المحدد بدقة) للسلوك الذاتي في تقييم الأشياء المرتبطة بالذات والمنفصلة عنها. لا تعتمد مقاييس التقدير الضمني على التقارير الذاتية المباشرة؛ وذلك نظراً لكون تعريف تقدير الذات الضمني لا يتيح المجال للتفكير الواعي، بل تستنتج درجات ارتباط الآخرين مع الذات من خلال وسائل أخرى.
تشير الغالبية العُظمى من مقاييس تقدير الذات الضمنية أن التقييم الذاتي للفرد يمتد إلى الكائنات المرتبطة بالذات، وتكشف هذه التدابير كذلك أن الأشخاص يمتلكون بشكل وسطي؛ تقييمات ذاتية إيجابية. يُقال إن المبالغة في تقدير سمات الفرد وقدراته هي امتداد غير مباشر للتأثير الإيجابي من الذات إلى الكائنات المرتبطة بالذات، ويُعد هذا «الامتداد غير المباشر» أمراً تلقائياً وغير واعياً، وبالتالي يقدم تقدير الذات الضمني تفسيراً لتحيز الأشياء المتعلقة بالذات نحو الإيجابية.
يمتلك التداع أهمية خاصة؛ إذ يتكون تقدير الذات الضمني من سلسلة من الارتباطات بين الذات والتقييم الإيجابي أو السلبي للذات، ويظهر هذا الأمر جلياً في مقاييس اختبار التداع الضمني.

## العوامل المؤثرة
اقترح العديد من الباحثين أن مستويات تقدير الذات الضمني يمكن أن تتأثر بالاشتراط التقديري، وذلك من خلال الاقتران ببناء الذات عبر محفزات إيجابية أو سلبية بهدف تغيير الموقف اتجاه الذات. يمكن أن تؤثر بالإضافة إلى ذلك المقارنة الاجتماعية أو بشكل أكثر تحديداً أداء الأشخاص في الدائرة الاجتماعية القريبة للشخص؛ على تقدير الذات الضمني. تشير هذه المعلومات إلى أن توقعات الاندماج الاجتماعي هو عامل من عوامل التقييم الذاتي.

### الاشتراط التقديري
يماثل تأثير الاشتراط التقديري لتقدير الذات الضمني مبادئ التكيف الكلاسيكي للاستجابات السلوكية، ويشمل الاشتراط التقديري إقران الحافز الإيجابي والسلبي والبنية الداخلية -الذات- مع مستويات تلاعب تقدير الذات الضمني؛ وذلك على الرغم من أن التكيف الكلاسيكي ينطوي على إقران حافز غير مشروط مع حافز محايد مراراً وتكراراً إلى أن يؤدي وجود الحافز المحايد نتيجة الحافز غير المشروط بغيابه.
تتوقف فاعلية الاشتراط التقديري على إدراك أن تقدير الذات الضمني هو ارتباط مع الأشخاص بطبيعته، وأنه توجد علاقة سببية بين الذات والتعقيبات الاجتماعية السلبية / الإيجابية. أظهرت الدراسات أن المشاركين الذين تعرضوا لربط المعلومات ذات الصلة بالنفس مع الوجوه المبتسمة؛ قد أظهروا تقدير ذات ضمني مُحسن.
توصلت الدراسات بالإضافة لذلك إلى أن إقران كلمة «أنا» بالسمات الإيجابية يزيد من مستوى تقدير الذات الضمني بغض النظر عن مستواه قبل عملية الاشتراط، وقد أظهر العرض المُبطن للحوافز أن احترام الذات الضمني يتغير في غياب الوعي. يمكن تقييم تقدير الذات الضمني على أنه موقف اتجاه الذات نظراً إلى أن الاشتراط التقديري يغير السلوك بشكل جوهري؛ والتقييم يُنشط تلقائياً عند مواجهة سلوك كائن ما.

### المقارنة الاجتماعية
تُشير نظرية استمرار تقييم الذات SEM)) إلى أن نجاح شريك الشخص أو «الآخر المؤثر» في المجالات ذات الصلة بالذات يمكن أن تسبب شعوراً بالتهديد؛ الأمر الذي يسمح بمقارنة الذات مع الأخرى بشكل يؤثر على التقييم الذاتي الضمني، إذ تتنبأ العلاقات الحميمية باحتمالية المقارنة الاجتماعية المتصاعدة التي تؤدي إلى انخفاض مستوى تقدير الذات الضمني.
يمكن أن يكون تأثير نظرية استمرار تقييم الذات عاملاً هاماً بين الشركاء الحميميين نظراً إلى أنها قائمة عليهم، إذ تشير الدلائل إلى أن الرجال يميلون إلى خفض تقدير الذات الضمني لديهم عندما ينجح شريكهم العاطفي، فهم يفسرون نجاح شريكهم العاطفي بشكل تلقائي على أنه فشل لهم، لربما يكون التفسير الأساسي هو أن تقييم الذات مدفوع بتوقعات المرء حول تحقيق دور الفرد كرجل، وهناك تفسير آخر يتماشى مع الطبيعة الشخصية للتقييم الذاتي ينبع من الاعتقاد بأن المرأة تنجذب إلى نجاح الرجل.
توصلت دراسات المقارنة الاجتماعية حول تقدير الذات الضمني إلى استنتاج مفاده أن المقارنة مع الأشخاص الآخرين يمكن أن تؤثر على تقدير الشخص لذاته، ويكون هذا التأثير أكبر عند وجود تعريف نفسي وثيق مع الشريك الذي تتم عملية المقارنة معه.

## النتائج والارتباطات
يؤثر مستوى تقدير الفرد الضمني للذات على نفسه في مختلف المجالات الحيوية ذات الصلة بالرفاهية الاجتماعية والعاطفية والمعرفية. يوجد تباين في بعض الحالات بين آثار تقدير الذات الضمنية والصريحة والرفاهية العاطفية؛ كما أنها ترتبط بشكل كبير بالأعراض السريرية، إذ يحدد تقدير الذات الضمني الطريقة التي يتعامل بها الأفراد مع النزاعات العلائقية والأوساط الاجتماعية، في حين أن المستويات المنخفضة من تقدير الذات الضمني يمكن أن تكون مغلوطة.
يمكن أن يؤدي تعزيز تقدير الذات الضمني من خلال الآليات المشاركة في النرجسية إلى إضعاف أداء الفرد في المهام المعرفية والتمثيل الخارجي للكفاءة في الأوساط المهنية.

### التناقضات بين تقدير الذات الضمني والصريح
يُطلق على تقدير الذات الصريح عندما ينخفض مصطلح «تقدير الذات المعطوب»، ويُطلق على تقدير الذات الضمني عندما ينخفض مصطلح «تقدير الذات الدفاعي».
وُجد أن الأفراد الذين يميلون إلى وجود تطابق أكبر بين تقدير الذات الضمني والصريح؛ هم أشخاص يثقون في حدسهم بشكل أكبر.

### تقدير الذات المعطوب
يتمتع الأفراد الذي يمتلكون مزيجاً من ارتفاع تقدير الذات الضمني وانخفاض في تقدير الذات الصريح بما يسيمه علماء النفس بتقدير الذات المعطوب.
تشير نتائج الدراسة أنه بالمقارنة مع الأفراد الذين يُعانون من تدني تقدير الذات الضمني، فإن الأفراد الذين يُعانون من تقدير الذات المعطوب يبدون تفاؤلاً أكبر وحماية ذاتية أقل بالإضافة إلى مستويات أعلى من الكمال غير المشروط والكمال التكيفي.
أظهر تطور تقدير الذات المعطوب علاقة مع استخدام فكاهة دحر الذات كاستراتيجية للتكيف مع الحالة، وبقي التوجه السببي مع ذلك غير واضحاً، ويمكن أن يؤدي الاستخدام المتكرر لفكاهة دحر الذات إلى تطوير تقدير الذات المعطوب (من خلال حلقة مفرغة من الرفض الاجتماعي على سبيل المثال) أو أن الأشخاص الذي يعانون من تقدير الذات المعطوب هم أكثر عرضة لاستخدام فكاهة دحر الذات (على سبيل المثال، تماشياً مع وجهة نظرهم غير المطابقة للذات)، ويوجد تفسير آخر يقول أن كلاً من فكاهة دحر الذات وتقدير الذات المعطوب ينجمان عن متغير ثالث، مثل العصابية أو اللامفرداتية.
عُثر أيضاً على ارتباط بين تقدير الذات المعطوب وإدمان الإنترنت، الذي يماثل الآلية الكامنة وراء الحالات السريرية مثل النُهام العصبي، ويُعتبر تطوير تقدير الذات المعطوب واستخدامه كآلية لتجنب الفرد للقلق؛ كفيلاً بحدوث صعوبات في تكوين رؤية متسقة للذات.

### تقدير الذات الدفاعي
على العكس من ذلك، يمتلك الأشخاص الذين لديهم مزيج من تدني تقدير الذات الضمني وارتفاع من تقدير الذات الصريح؛ ما يسمى بتقدير الذات الدفاعي (أو بشكل مترادف ما يُسمى تقدير الذات الهش).
وُجد في دراسة مقارنة أن الأفراد الذين يمتلكون تقدير الذات الدفاعي يميلون إلى أن يكونوا أقل تسامحاً مع الآخرين.